# Bataille de Lego
Guerre civile somalienne
Le combat de Lego se déroule pendant la guerre civile somalienne. Le 26 juin 2015, le Harakat al-Chabab al-Moudjahidin prend d'assaut une base de l'AMISOM.

## Déroulement
Le 26 juin 2015, les djihadistes du Harakat al-Chabab al-Moudjahidin attaquent la base de Lego, tenue par une centaine de militaires du Burundi. L'attaque commence avec l'explosion d'un véhicule kamikaze à l'entrée du camp suivie d'un assaut des combattants à pied,,.
La base est prise par les assaillants, des bilans non officiels fait état de plus de 50 soldats morts au combat, allant jusqu’à au moins 70 soldats tués et 20 portés disparus. 40 civils somaliens sont également portés disparus.
L'UNISOM et les forces somaliennes reprennent le contrôle du site le 28 juin sans combats après le retrait des assaillants.